# بخش بریزلت، شهرستان پولک، مینه سوتا
بخش بریزلت (به انگلیسی: Brislet Township) یک منطقهٔ مسکونی در ایالات متحده آمریکا است که در شهرستان پولک، مینه‌سوتا واقع شده‌است.
 بخش بریزلت ۶۹٫۹ کیلومتر مربع مساحت و ۵۲ نفر جمعیت دارد و ۲۶۹ متر بالاتر از سطح دریا واقع شده‌است.